# Горки (Инсарский район)
Горки — упразднённый посёлок в Инсарском районе Мордовии России. Входил в состав Кочетовского сельсовета. Исключен из учётных данных в 1995 году.

## География
Располагался на левом берегу реки Инсарка, 1,5 км к западу от села Арбузовка.

## История
Основан в конце 1920-х годов переселенцами из села Арбузовка. В 1931 году посёлок состоял 6 дворов и входил в состав Арбузовского сельсовета.

## Население
Согласно итогам переписи 1989 года в посёлке проживало 4 человека.